# Lisanne Lejeune
Elisabeth Anne Marie (Lisanne) Lejeune (Den Haag, 28 juli 1963) is een Nederlands voormalig hockeyster. Zij maakte deel uit van het Nederlands elftal dat op de Olympische Spelen van 1988 brons won. In 1986 en 1990 werd ze bovendien met Nederland wereldkampioen.

## Carrière
Lisanne Lejeune werd geboren in een HGC-familie. Zowel haar vader als haar moeder is erelid van de club. Dat zij ook bij HGC ging hockeyen lag daarom voor de hand.
Willemien Aardenburg · 
Carina Benninga · 
Det de Beus · 
Marjolein Bolhuis-Eijsvogel · 
Yvonne Buter · 
Marieke van Doorn · 
Annemieke Fokke · 
Noor Holsboer · 
Lisanne Lejeune · 
Helen Lejeune-van der Ben · 
Aletta van Manen · 
Anneloes Nieuwenhuizen · 
Martine Ohr · 
Sophie von Weiler · 
Laurien Willemse · 
Ingrid Wolff ·
Coach: Gijs van Heumen